# Arinos (gemeente)
Arinos is een gemeente in de Braziliaanse deelstaat Minas Gerais. De gemeente telt 20.000 inwoners (schatting 2009).
De plaats ligt aan de rivier de Urucuia.

## Verkeer en vervoer
De plaats ligt aan de wegen BR-479/MG-202.